# Polom (seismologická a meteorologická stanice)
Stanice Polom je odloučené pracoviště Vojenského geografického a hydrometeorologického úřadu (VGHMÚř) v Dobrušce. Tato seismologická a meteorologická stanice se nachází v Orlických horách na jihozápadně orientovaném úbočí Sedloňovského vrchu (vzdušnou čarou asi 1,5 km na severovýchod od obce Sedloňov), asi 3 km na západ od státní hranice s Polskem v nadmořské výšce 748 m. Stanice Polom slouží potřebám Armády České republiky (AČR), které souvisí s geofyzikálním zabezpečením a speciálními monitorovacími službami (GPS, seismologie, meteorologie, sledování bolidů...).

## Popis stanice
Stanice Polom byla vybudována v podzemní a nadzemní části objektu bývalého pěchotního srubu N-S 45 „Polom“ (z konce 30. let dvacátého století), jenž byl součástí hraničního opevnění (dále jen „bunkr“).  V nadzemní části tohoto prvorepublikového „bunkru“ jsou umístěna geodetická, meteorologická a jiná observační (pozorovací) zařízení. Ve druhém podzemním podlaží „bunkru“ jsou na masivním fundamentu - betonové desce (spojené s rostlým skalním podložím nacházejícím se pod „bunkrem“)  - umístěna čidla (snímací prvky) seismických aparatur. Mimo „bunkr“ se ve vojenském objektu nachází hlavní budova – obyvatelný srub (chata) - s vyhrazenými prostory pro obsluhu stanice Polom (např. je tu pracoviště službu konajícího seismického analytika). Stanice Polom se nachází v místě dostatečně vzdáleném od frekventovaných silnic nebo železnic – v oblasti s mimořádně nízkou úrovní seismického neklidu, současně i v lokalitě s příhodnou konfigurací geologického podloží jakož i v oblasti s malým světelným znečištěním. 

## Historie stanice
Na základě dohody států Varšavské smlouvy byla v roce 1968 zahájena výstavba stanice Polom. Konečným cílem bylo vybudování velkého geofyzikálního centra. Stanice Polom byla vybavena seismickou aparaturou. Také se zde provádělo přesné fotografování družic (fotokomorou AFU) za účelem zpřesnění globálních charakteristik zemského tělesa. (Později bylo fotografování družic nahrazeno měřením jejich vzdáleností laserovým dálkoměrem LD-1.) Nějaký čas se na stanici Polom prováděla i geomagnetická měření.
Po roce 1989 došlo k všeobecnému uvolnění informací o seismických jevech pro všeobecné (vědecké i laické) použití. S tímto „odtajněním“ byla zásadně změněna i koncepce stanice Polom, byla navázána spolupráce s geografickými službami NATO, od roku 1992 pak byla využita i odborná pomoc Geofyzikálního ústavu akademie věd (GFÚ AV ČR) jakož i mapovací agentury DMA ozbrojených sil USA.

## Určení stanice
V současnosti (rok 2019) stanice Polom dodává kontinuálně data z referenční GPS stanice; zajišťuje permanentní seismická měření; provádí registraci meteorologických údajů; slouží jako polygon – porovnávací (komparační) a výcviková základna pro validaci (ověřování) geodetických přístrojů a GPS přijímačů; v areálu stanice je bod referenčního rámce systému WGS84; nachází se tu také body základní gravimetrické a geodynamické sítě České republiky.   

### Měření GPS
Od roku 1992 se na stanici Polom provádí měření GPS. (Kontinuální měření GPS pak od roku 1999.) Byl zde vybudován observační bod „GPS POL1“ jako jeden z definičních bodů WGS84. Tento bod je také součástí základní geodynamické sítě České republiky. Permanentní stanice GPS je osazena anténou GPS (Zephyr Geodetic), referenčním přijímačem GPS NetRS; k vyhodnocování se používá řídicí programové vybavení (software) GPSBase.

### Ověřování geodetických přístrojů
Za účelem ověřování správného fungování geodetických přístrojů byla v letech 1999 až 2001 vybudována v objektu stanice Polom a v jejím nejbližším okolí geodetická testovací základna.

### Sledování bolidů

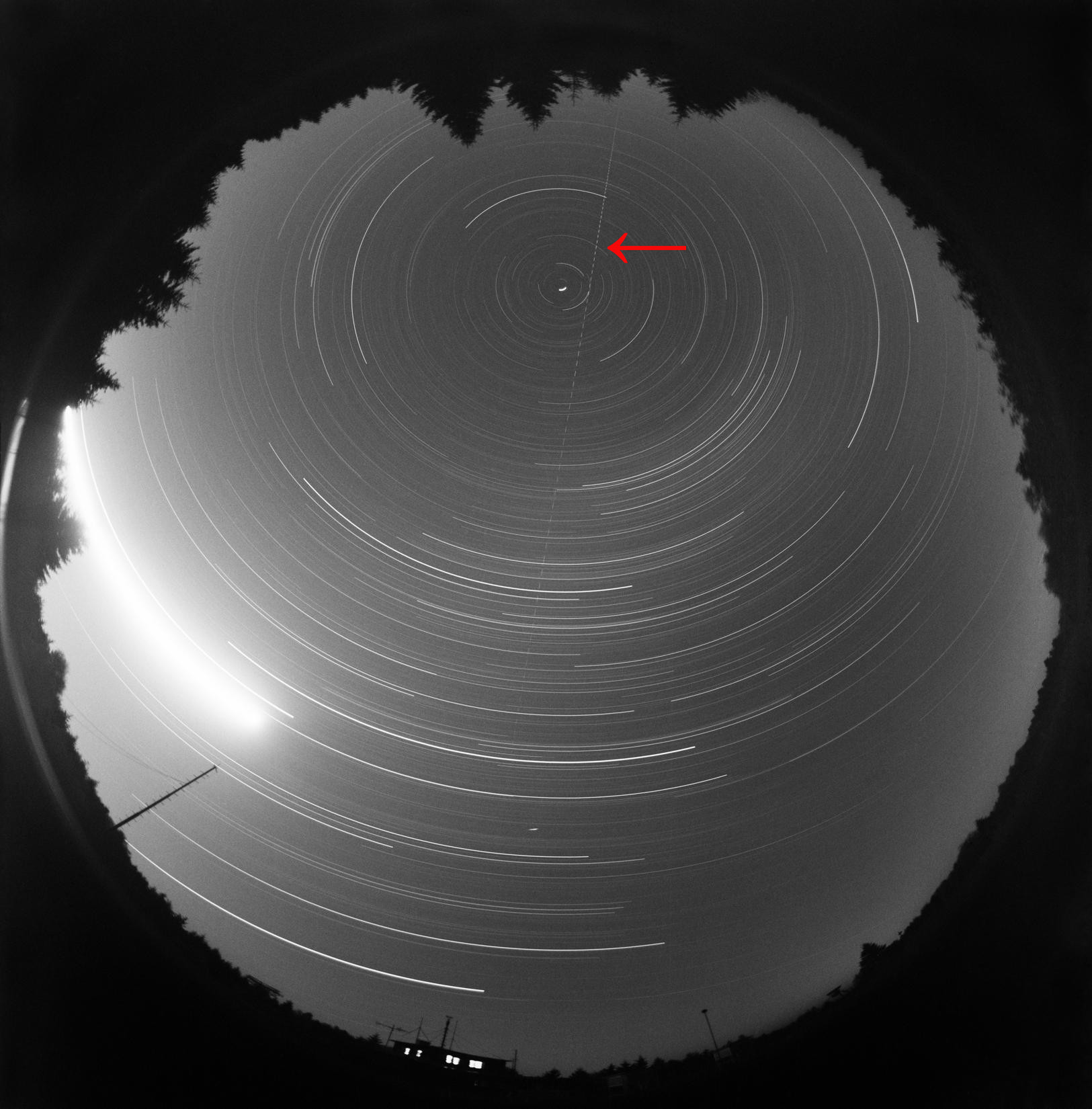
Fotografie tečného bolidu EN131090, stanice ČHMÚ Červená hora, 13. října 1990. (Ilustrační foto)

V rámci mezinárodního pozorovacího programu Evropské bolidové sítě je na stanici Polom prováděno od konce června 2005 systematické fotografování přeletu jasných meteoritů (bolidů). Program fotografického výzkumu meteorů je v České republice koordinován oddělením Meziplanetární hmoty Astronomického ústavu Akademie věd ČR v Ondřejově.

### Geomagnetická měření
Ve druhé polovině 90. let dvacátého století proběhla v areálu stanice Polom příprava na vybudování sekulárního magnetického bodu. V něm se měly kontinuálně měřit změny magnetického pole Země. Byl vybudován měřický pilíř a základní deska sloužící k usazení měřických zařízení. Současně s budováním pilíře byla na stanici Polom zkoušena magnetometrická souprava pro polní měření. Tato souprava byla tvořena nemagnetickým teodolitem Zeiss Theo 015B s magnetickou sondou Bartington MAG01H (k zjišťování magnetické deklinace/inklinace) a jednoosým protonovým magnetometrem PMG-1 (k zjišťování absolutní hodnoty intenzity magnetického pole Země).

### Gravimetrická měření
Od 90. let dvacátého století je na stanici Polom prováděno měření tíhového zrychlení Země pomocí absolutního gravimetru. Tíhový bod „79 Polom“ (v podzemí „bunkru“) je jedním z patnácti absolutních tíhových bodů, které tvoří základní tíhové bodové pole České republiky. První absolutní měření tíhového zrychlení v tíhovém bodě „79 Polom“ se uskutečnilo v roce 1993 a to gravimetrem FG5 číslo 107, který byl obsluhován pracovníky DMA. Další měření (v roce 2003) v tíhovém bodě „79 Polom“ zajišťovali pracovníci Výzkumného ústavu geodetického, topografického a kartografického (VÚGTK) s pomocí absolutního gravimetru FG5 číslo 215 (státní etalon tíhového zrychlení České republiky).

### Meteorologická měření
Meteorologická část stanice Polom je historicky první vojenskou horskou meteorologickou stanicí. Její údaje (zejména o spodní základně oblačnosti) využívá mimo jiné i vojenské letectvo při letech nad horským terénem v blízkosti státní hranice s Polskem. Český hydrometeorologický ústav (ČHMÚ) se tak dostal k synoptickým a klimatologickým údajům z Orlických hor. Meteorologická stanice Polom vyplnila „prázdné místo“ mezi stanicí Ústí nad Orlicí a Pecí pod Sněžkou, které jsou od sebe vzdáleny okolo 90 km. 

#### Geneze výstavby a vybavování meteorologické stanice
- Pravidelná základní meteorologická měření (automatickým zařízením DRAK3) byla na stanici Polom prováděna již od roku 1991.[4]

- Po ničivých letních povodních v roce 1998 v části Orlických hor vybavil státní podnik Povodí Labe stanici Polom automatickým srážkoměrem, který získával data v patnáctiminutových intervalech a jeho měření sloužilo k vyhodnocování srážkově-odtokových poměrů v regionu orlických hor.[4]

- Stálá meteorologická stanice Polom byla zprovozněna v roce 1999. Byla vybavena elektronickými čidly pro snímání teploty, tlaku a vlhkosti vzduchu a rovněž systémem DRAK (pro měření srážek). Programové vybavení doplňující soupravu meteorologických přístrojů převádělo naměřené hodnoty do formátu vhodného pro další automatizované zpracování.[3]

- Pro potřeby ČHMÚ byla na stanici Polom zahájena klimatologická měření od 1. ledna 2005. V lednu 2005 byl na stanici Polom instalován standardní automatizovaný meteorologický pozorovací systém pro měření, zpracování, zobrazení a distribuci meteorologických informací a zpráv MONITWIN.[4]

- Začleněním „Povětrnostního ústředí AČR“ do struktury VGHMÚř (v roce 2003) vedlo k vytvoření plnohodnotného meteorologického pracoviště, na kterém bylo možno uskutečňovat (od 1. března 2005) komplexní hydrometeorologická měření.[3]

- Svoji profesionální „kariéru“ (stanice sestavuje meteorologické zprávy pod synoptickým označením 11669 a klimatologickým indikativem H2POLO01) započala stanice Polom dne 1. ledna 2006 a to jako synoptická a klimatologická stanice se speciálním zaměřením (pro potřeby AČR + zapojení do sítě stanic ČHMÚ)[4]

- V současné době (rok 2019) je pracoviště osazeno meteorologickou technikou od firmy „Vaisala“ pracující v automatickém módu.[3] Délka slunečního svitu je měřena jak automaticky tak je zaznamenávána i klasicky heliografem. Měří se všechny typy teploty (včetně použití půdních teploměrů pro měření teploty v hloubce 5 až 100 cm).[4][3] Spodní základna mraků (oblačnosti) je měřena automaticky zařízením Vaisala (systém CT25K + zálohovaně měřičem RVO). Charakteristiky větru (směr a síla) se měří zařízením WA (EAO1). Tlak, teplota a vlhkost vzduchu (včetně určování rosného bodu) je měřena leteckým barometrem PA50 (+ aneroid, klasické teploměry, vlhkoměr).[4] Měří se i množství vodních a sněhových srážek. Měří se rovněž všechny základní charakteristiky sněhové pokrývky (především její výška)[3] a pro určení vodní hodnoty vrstvy sněhu je používán váhový sněhoměr.[4]

Pro případ poruchy automatických čidel je meteorologická stanice Polom vybavena stále i klasickými meteorologickými přístroji s manuálním odečítáním hodnot.

### Seizmická měření
Od 70. let dvacátého století jsou na stanici Polom prováděna kontinuální seizmická měření. Na stanici je rovněž (od roku 1975) pro vědecké a výzkumné úkoly veden analogový archiv seizmických jevů. Seizmická a telemetrická záznamová aparatura „Quanterra“ zde funguje od roku 1992. Aparatura a seizmická čidla jsou umístěna na betonovém bloku ve druhém podzemním podlaží „bunkru“. Stanice Polom je součástí globálního seismologického systému SPYDER. Tento systém je provozován konsorciem IRIS (Incorporated Research Institutions for Seismology), které sdružuje více než čtyřicet amerických univerzit. Stanice Polom byla v roce 1996 začleněna mezi 120 (až 200) vybraných seizmických stanic sdružení FDSN (Federation of Digital Broad–Band Seismograph Network – Světové federace digitálních seismických sítí). (FDSN sdružuje vybrané seizmické světové observatoře.) Současně patří stanice Polom (stanice DPC) i mezi opěrná seizmická pracoviště České národní (regionální) seizmické sítě.
Digitální data seizmických měření jsou ukládána jednak na paměťová média a dále jsou přes Internet přenášena on-line na server GFÚ AV ČR za účelem dalšího zpracování a k vědeckému využití. Z GFÚ AV ČR jsou data dále odesílána do USA do datového centra v Albuquerque v Novém Mexiku. Odtud jsou data následně zařazována do světové seismologické databáze IRIS, která se nachází v Seattlu (stát Washington).
Personální obsluha seizmické stanice Polom je zajišťována v nepřetržitém směnném provozu. Tento režim umožňuje okamžitou registraci a vyhodnocení síly, lokality a předpokládaných účinků seizmických jevů na postiženou oblast. Hlášení o významných seizmických jevech v zájmových oblastech (Evropa, severní Afrika, Blízký východ nebo o jevech celosvětově lokalizovaných) jsou neprodleně předávána Společnému operačnímu centru Ministerstva obrany (MO), Odboru vojskového průzkumu a elektronického boje MO (OVPzEM MO) a stálé směně Integrovaného záchranného systému (IZS). Prostřednictvím serveru GFÚ AV ČR (nebo pomocí dalších seizmických serverů) jsou tyto jevy ověřovány. Hlášení o nich jsou (do 30 minut od registrace) odesílány do štábu IZS a dle jeho požadavků jsou i dále upřesňována.
Seismické vybavení stanice Polom je schopno registrovat nejen blízká slabá zemětřesení, ale i nejsilnější světová zemětřesení (včetně pokusných jaderných výbuchů). Aparatura stanice Polom umožňuje navíc i registraci dlouhoperiodických kmitů Země (vznikají po silných zemětřeseních).

#### Geneze přístrojového vybavení pro seismická měření
- 1992: Byla nainstalována seismická a telemetrická záznamová aparatura Q52K od americké firmy Quanterra + širokopásmový zpětnovazební seismometr Streckeisen STS-2 švýcarské výroby;[5]
- 1998: Technologie registrace seismických jevů na fotocitlivý papír byla nahrazena bubnovou registrací BR95 (český výrobce VISTEC), která provádí záznam na termopapír;[5]
- 1999: Seismická aparatura Q52K byla nahrazena aparaturou Quanterra Q4120, aparatura byla dovybavena integrovaným přijímačem signálu GPS (pro časovou službu a průběžné monitorování polohy);[5]
- 2004: K aparatuře Quanterra Q4120 byl připojen seismometr EpiSensor FBA ES-T (od americké firmy „Kinematics“), který umožňuje registraci velmi silných blízkých seismických jevů;[5]
- 2006: V říjnu 2006 s podporou datového centra MedNet (Mediterrean Network) [p 9] byl seismometr STS-2 nahrazen třemi širokopásmovými jednosložkovými senzory Streckeisen STS-1;[5]
- 2007: V květnu 2007 byly senzory STS-1 připojeny k nové seismické aparatuře Quanterra Q330HR.
- 2011: Další modernizace bubnové registrace BR95;[5]

Na stanici Polom byla ponechána aparatura Quanterra Q4120, jejímž vlastníkem je GFÚ AV ČR. K této aparatuře jsou připojeny seismometry VEGIK-M a EpiSensor FBA ES-T.

#### Parametry seismologické stanice Dobruška/Polom (DPC)
- GPS souřadnice: 50°21′01″ s. š., 16°19′20″ v. d.[2]
- Nadmořská výška: 748 m[2]
- Seismometr: velmi širokopásmový senzor Streckeisen STS-1[2]
- Registrační systém: Quanterra Q330HR[2][3]
- Vzorkovací frekvence: 20/100 Hz[2]
- Dynamický rozsah: 140 dB[2]
- Frekvenční rozsah: 0.02-120 s[2]
- Datový formát: miniSEED[2]
- Dostupná data: leden 1993 – dosud (2019)[2]
- Provozovatel: Geofyzikální ústav AV ČR ve spolupráci s VGHMÚř Dobruška[2]